# 코니시 카츠유키
코니시 카츠유키(小西 克幸, 1973년 4월 21일 ~ )는 일본의 성우이다. 용자왕 가오가이가의 볼포그 역으로 데뷔. 켄 프로덕션 소속. 카츠타 성우 학원 11 기생. 와카야마현 와카야마시 출신. 극단〈헤로헤로 Q컴퍼니〉의 부단장(단장은 세키 토모카즈).

## 경력
카츠타 성우 학원 11기졸업. 동기로는 히라카와 다이스케, 오기와라 히데키, 등이 있다. 〈용사 시리즈〉최종작, 〈용사왕 가오가이가〉볼포그 역으로 데뷔. TV에서 용사 로봇을 연기한 성우중에서는 최연소의 부류에 들어가기도 한다.
정통파 미남으로부터 익살꾼 배우까지 역의 폭이 넓고, 특히 주인공을 서포트하는 파트너적인 입장의 캐릭터가 많다(〈샤먼 킹〉의 아미다 마루나〈BLOOD+〉의 하지, 〈천원돌파 그렌라간〉의 카미나 등). 또〈포켓 몬스터 시리즈〉에서는 다수의 포켓몬역들을 연기하고 있다. 강한 포켓몬들이나, 하루카의 바샤모등의 포켓몬도 있다.
한때 〈샤먼 킹〉의 아미다 마루나〈SAMURAI DEEPER KYO〉의 귀안의 쿄우 등, 주역급의〈사무라이〉를 연기했었으며 데뷔작의 볼포그도 거기에 가까운〈닌자 로봇〉에서 "〈사무라이라고 하면 코니시〉라는 소리를 듣고 싶다" 라고 하였다.
2005년에는 OVA〈세인트세이야 하데스 명계편〉이후 호리 히데유키로부터 피닉스 카즈키의 역을 이어갔다. 이와 같이 2009년에는, 〈드래곤볼〉에서도 기뉴 역을 이어가고 있다.
2010년에는〈천장전대 고세이쟈〉의 고세이 나이트의 소리로 처음으로〈슈퍼 전대 시리즈〉에 출연해, 정의의 히어로를 연기한 얼마 안되는 성우중 한 명이 되었다. 또, 코니시는 이번 시리즈의 출연을 간절히 바라고 있다.

## 취미&특기
게이머여서, 다음날에 일이 없을 때는 이튿날 아침 6시까지 하는 것이 많은 것 같다. 게임 중에서도 특히 인터넷 게임을 좋아한다. 최근에는 〈몬스터 헌터〉를 좋아해, 〈뉴 타입〉의 미니 칼럼이나〈전격 PlayStation〉에서 화제에 올랐다. 또〈파이널 환타지 XI〉의 코어 플레이어이기도 해서, 이벤트〈아르타나 축제 in오사카(2007년)〉〈바나★페스 in코라쿠엔(2008년)〉〈바나★페스2010 ~8주년이다! 전원 집합(2010년)〉에서는 사회를 맡았다.

## 이름·애칭
오오하라 사야카, 카이다가, 미나가와 쥰코등에서 불리고 있는 별명은〈코니땅〉. 성이〈코니〉로, 이름이〈땅〉. 〈뱀부 블레이드〉에서 공동 출연하고 있는 히로하시 료가 뱀부 블레이드 라디오에서〈니시씨〉라는 별명을 붙여 줬다.
본인은 마음에 들지 않아 히로하시에 다시 지으라고 했지만 들어주어 주지 않고 있다. 그것뿐만 아니라 이 별명이 팬에게 완전히 정착해버려 다른 라디오로도 청취자로부터 그렇게 불리게 되었다.

## 교우 관계
오노사카 마사야와 친하고, 게임하면서 놀때가 많다

## 출연작

### TV 애니메이션
1997년
- 용자왕 가오가이가 (볼포그)

1998년
- 멋지다 마사루 (마츠이)

2000년
- 아야시노 세레스 (토야)

2001년
- 샤먼킹 (아미다마루 & 기타 X-LAWS 멤버들 & 라키스트 랏소)
- 테니스의 왕자 (카지모토 타카하사)
- 마법전사 리우이 (리우이)

2002년
- 베리베리 뮤우뮤우(모모미야 신타로)
- 사무라이 디퍼 쿄우 (미부 쿄시로 & 귀안 쿄우)
- 겟백커즈 (우류 토시키)
- 록맨 에그제 (히노 켄이치)

2003년
- 에어마스터 (코니시 요시노리)
- 모험유기 플러스터 월드 (마이티V)
- 어벤져 (가르시아)

2004년
- 오늘부터 마왕! (시부야 쇼리)
- 고쿠센 (시노하라 변호사)
- 블리치 (아사노 케이고, 히가시 슈헤이)
- 조이드 퓨저스 (라스타니)
- 트랜스포머 에너곤 (옵티머스 프라임(콘보이))

2005년
- 작안의 샤나(메라힘/시로)
- 트리니티 블러드(라드 발본)
- 오늘부터 마왕! 2시리즈 (시부야 쇼리)
- 우에키의 법칙 (오니야마 몬지로)
- 건 퍼레이드 오케스트라 (류조지 시온)
- BLOOD+ (하지)
- 마이 오토메 (세르게이 웡)
- 러브리스 (아가츠마 소우비)

2006년
- 갤럭시 앤젤룬 (쿠헨 밤)
- 도키메키 메모리얼 Only Love (카미노 류이치)
- 디 그레이맨 (코무이 리)
- 학원헤븐 (니와 테츠야)
- 금색의 코르다 Primo Passo (오우사키 시노부)
- 소년 음양사 (구렌(홍련),쿠루마노스케)

2007년
- 쿄시로와 영원의 하늘 (아야노코지 쿄시로)
- 하야테처럼 (노노하라 카에데)
- 천원돌파 그렌라간 (카미나)
- 뱀부 블레이드 (이시다 토라지)
- 기동전사 건담00 (요한 트리니티)
- 키스덤 (마사키)
- 바람의 스티그마 (어윈)
- 신곡주계 폴리포니카 (사이키 렌바르트)
- 멋진 탐정 라비린스 (이노가미 류스케)

2008년
- 오늘부터 마왕! 3시리즈 (시부야 쇼리)
- 망념의 잠드 (아쿠시바)
- 모노크롬 팩터 (코우)
- 무한의 주인 (시즈마 에이쿠우)
- 스킵비트! (츠루가 렌)
- 타이타니아 (판 휴릭)
- 마크로스 F (오즈마 리)
- 헤타리아 Axis Powers (미국, 캐나다)

2009년
- 흑신 (시시가미 레이신)
- 내일의 요이치! (사기노미아 우쿄)
- 페어리 테일 (렉서스 드레아)
- 금색의 코르다 Second Passo (오우사키 시노부)
- 레터 비 (라르고 로이드)
- 신곡주계 폴리포니카 크림슨 S (사이키 렌바르트)
- 헤타리아 Axis Powers (미국, 캐나다)
- 내일의 요이치 (사기노미야 우쿄)
- 타마고치! (고치맨)

2010년
- 듀라라라 (타나카 톰)
- 오오카미카쿠시 (와시우 미유키)
- 타마고치! (메메파파치, 파파파치)

2011년
- 세계 제일의 첫사랑 (타카노 마사무네)
- 벨제부브 (오가 타츠미)
- 누라리횬의 손자 2기(케이카인 류지)
- 라스트 엑자일 -은빛 날개의 팜- (카이반)
- 토리코 (우멘)

2012년
- 타마고치! 꿈 키라 드림 (밋치 선생님)

2013년
- 킬라킬 (키니가세 츠무구)

2014년
- D-Frag! (카자마 켄지)
- GO-GO 타마고치! (오야지치)
- 아카메가 벤다 (브라트)

2015년
- 감옥학원 (가쿠토)
- 로보카 폴리 (캐리)

2019년
- 귀멸의 칼날 (우즈이 텐겐)

2020년
- 불꽃 소방대 2장 (타케루 노토)

### OVA
2005년
- The King of Fighters:Another Day(맥시마)
- 세인트 세이야 명왕 하데스 명계편 (피닉스 잇키)
- 린의 날개 (카이라쿠)

2007년
- 오늘부터 마왕! R (시부야 쇼리)
- 테일즈 오브 심포니아 (로이드 어빙)

### 극장판 애니메이션
2000년
- 피츄와 피카츄(코랏타(꼬렛))

2001년
- 극장판 포켓몬스터 세레비 시간을 초월한 만남(핫삼)

2011년
- 하트 나라의 앨리스 (블러드 듀프레, 전 가정교사)

2017년
- 영화 타마고치 비밀의 배송 대작전! (오야지치)

2019년
- 프로메어 (메이스)

2020년
- 벰 : 비컴 휴먼 (벰)
- 귀멸의 칼날: 주합회의·나비저택 편 (우즈이 텐겐)
- 귀멸의 칼날: 나타구모산 편 (우즈이 텐겐)

### 특촬물
2010년
- 천장전대 고세이저 (고세이 나이트)

### 극장판 특촬물
2011년
- 천장전대 고세이저 vs. 신켄저: 에픽 온 은막 (고세이 나이트)
- 고카이저 고세이저 슈퍼 전대 199 히어로 대결전 (고세이 나이트)

### 게임
1998년
- 엑소더스 길티 네오스 (퀘이크)

1999년
- The King of Fighters 99 (맥시마)
- 검객이문록 신장 소생하는 창홍의 칼날 (핫토리 한조)
- 닌텐도 올 스타! 대난투 스매시브라더스 (카비곤(잠만보))
- 리모트 콘트롤 댄디 (켄지)

2000년
- The King of Fighters 2000 (맥시마)

2001년
- The King of Fighters 2001 (맥시마)
- 대난투 스매시브라더스DX (카비곤(잠만보))

2002년
- 원죄 eine falsche Beschuldi-gung (죠제) : 후지 바쿠하츠 (富士爆発) 명의
- 스타크래프트 (레스터(시네마틱))
- The King of Fighters 2002 (맥시마)

2003년
- 아바론의 열쇄 (시즈마)
- The King of Fighters 2003 (맥시마)
- 제2차 슈퍼 로봇 대전α (볼포그, 빅 볼포그)
- 천주 参 (후지오카 텟슈)
- 테일즈 오브 심포니아 (로이드 어빙)
- 학원 헤븐 BOY'S LOVE SCRAMBLE! (니와 테츠야)

2004년
- The King of Fighters MAXIMUM IMPACT (맥시마)
- The King of Fighters NEOWAVE (맥시마)
- 텐타마 2wins (니시조노 미키야)
- 삐리리 불어봐! 재규어 내일의 점프 (해머(하마와타리 히로미츠))
- 천주 홍(후지오카 텟슈)
- 학원 헤븐 BOY'S LOVE SCRAMBLE! Type B (니와 테츠야)
- 막말연화 신선조 (야마나미 케이스케)
- Peace@Pieces (디아 이프리즈) : 후지 바쿠하츠 (富士爆発) 명의

2005년
- hack//G.U. (사카키)
- The King of Fighters XI (맥시마)
- 테일즈 오브 나리키리 던전3 (로이드 어빙)
- 학원 헤븐 한 그릇 더! (니와 테츠야)
- 토가이누의 피 (키리요) : 후지 바쿠하츠(富士爆発) 명의
- 천외마경III NAMIDA (오니로쿠)
- 진해마경 (메르클리아리 죠반니) : 후지 바쿠하츠 (富士爆発) 명의
- 네오지오 배틀 콜로세움 (와시즈카 케이이치로)
- 제3차 슈퍼 로봇 대전α (볼포그, 빅 볼포그)
- 천주 시노비 대전 (후지오카 텟슈)
- Rhapsodia (에드거)
- 새벽녘보다 유리색인 PC판 (타카미자와 진) : 辻宮春彦 명의
- 군청의 하늘을 넘어 (스즈키 타카시) : 후지 바쿠하츠 (富士爆発) 명의
- 시노비도 이마시메 (흑매의 자지)

2006년
- The King of Fighters MAXIMUM IMPACT2 (맥시마)
- Love☆Drops ~미라클 동거 이야기~ (마시바 카나데)
- AYAKASHI H (오사카베 카츠미) : 후지 바쿠하츠 (富士爆発) 명의
- 물의 선율2 비의 기억 (샤나)
- 서몬 나이트4 (스바루)
- 새벽녘 전보다 유리색인 Crescent Love PS2판 (타카미자와 진)
- 테일즈 오브 더 월드 레디언트 마이솔로지 (로이드 어빙)

2007년
- 카타하네 (아인 론벨크) : 후지 바쿠하츠(富士爆発) 명의
- 하트 나라의 앨리스 ~Wonderful Wonder World~ (블러드 듀프레)
- 러브☆돌 ~Love☆Drops~ (마시바 카나데)
- 트러스티 벨 ~쇼팽의 꿈~ (크레셴도)
- 테일즈 오브 팬덤 Vol.2 (로이드 어빙)
- 소년음양사 날개여, 하늘로 돌아가라 (홍련)
- 전국무쌍2 맹장전 (마에다 토시이에)
- 연인유희 (사쿠라이 케이쥬) : 후지 바쿠하츠(富士爆発) 명의
- 어쌔신 크리드 (알타일)
- 소울 칼리버 레전즈 (로이드 어빙)
- 클로버 나라의 앨리스 ~Wonderful Wonder World~ (블러드 듀프레)

2008년
- 대난투 스매시브라더스 X (카비곤(잠만보), 데오키시스(데오키스), 렉쿠자)
- 유어 메모리즈 오프 ~Girl's Style~ (쿠타)
- 토가이누의 피 True Blood (키리요)
- 환상게임 주작이문 (호토호리)
- 테일즈 오브 심포니아 라타토스크의 기사 (로이드 어빙)

2009년
- 조커 나라의 앨리스 ~Wonderful Wonder World~ (블러드 듀프레)

### 라디오
- 라디오 뱀부 블레이드 문무양도! - 토요구치 메구미, 히로하시 료와 공동진행. (인터넷 라디오, 2007년 10월 - 2008년 4월)
- 미나토 스테이션 라디오 ~카자마 패밀리편~ - 아사카와 유우와 공동진행. (인터넷 라디오, 2010년 4월 2일 - )

## 더빙
※더빙작의 경우 정확한 방송연도를 알아내기가 힘들어 제작국의 방송연도로 대체하였음

### 애니메이션 더빙
- 2001년
- 가이스터즈(빅터 데키우스)